# Deutsche Literatur des Hochmittelalters

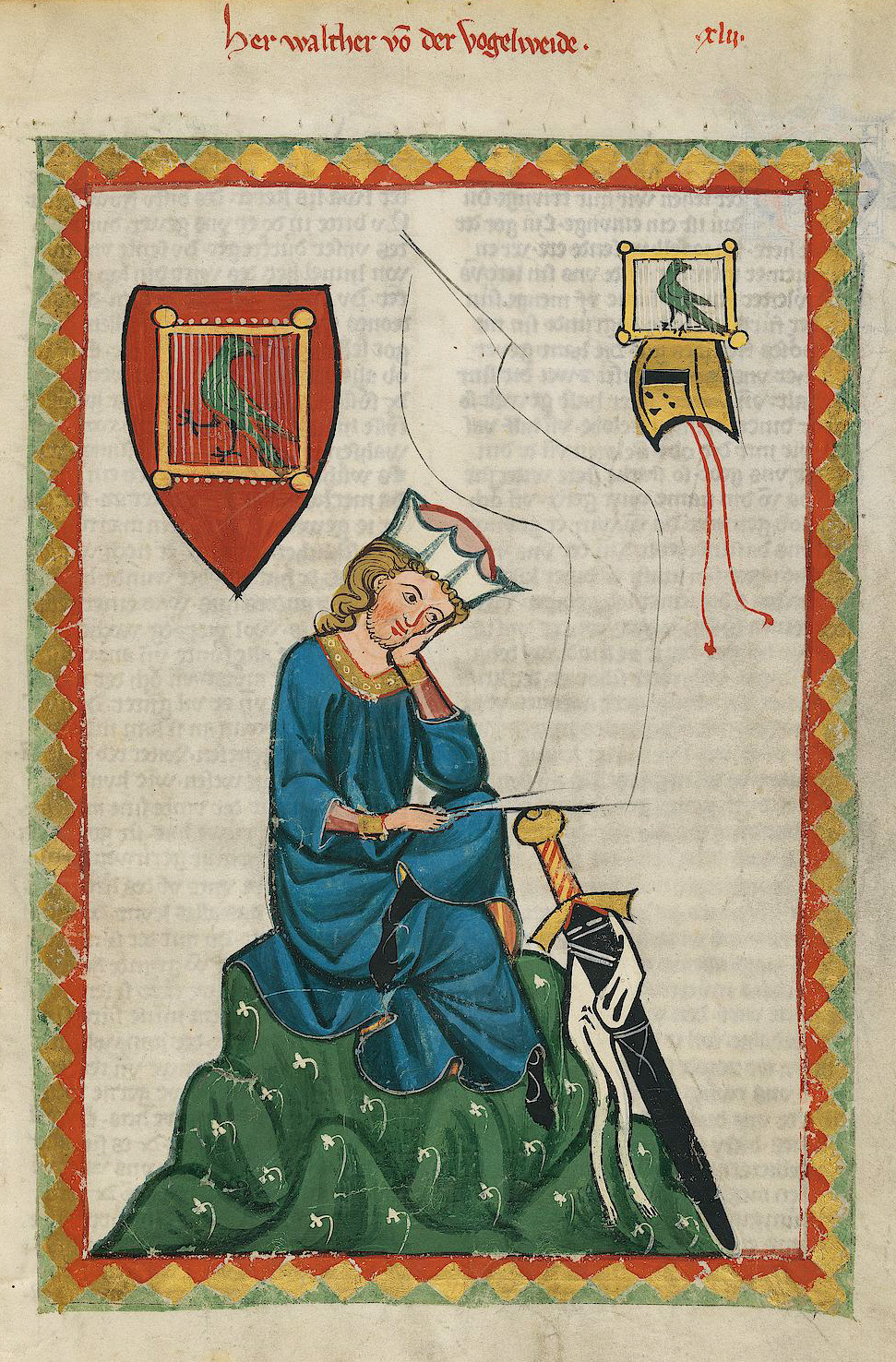
Der Dichter Walter von der Vogelweide im Codex Manesse, aufbewahrt in der Universitätsbibliothek Heidelberg

Mit deutscher Literatur des Hochmittelalters wird die deutschsprachige (in der Regel mittelhochdeutsche) höfische Dichtung zwischen etwa 1170 und 1250 bezeichnet, gelegentlich auch bis 1300. Die höfische Dichtung umfasste die Lyrik und Epik der höfischen Zeit. Die Zeit des Hochmittelalters ist als eine Blütezeit der deutschen Literatur in die Geschichte eingegangen: Der Minnesang erlebte hier seinen Höhepunkt und hochhöfische Epik wie Wolfram von Eschenbachs Parzival und Gottfried von Straßburgs Tristan entstanden. Auch die Niederschrift des bisher mündlich überlieferten Nibelungenlieds ist auf das Hochmittelalter datiert.

## Höfische Epik
Ab der Mitte des 12. Jahrhunderts änderten sich die Themen in den erzählenden Gattungen des Mittelalters, der Epik. Statt biblischen Stoffen, Heiligengeschichten und Nacherzählungen aus der Reichsgeschichte dominierten nun Themen aus der Adelswelt: Herrschaft, Krieg, das Verhältnis der Geschlechter, Liebe und Ehe. Diese neuen Formen des Erzählens setzen um etwa 1150 ein und werden auch als „höfische Epik“ bezeichnet.
Die Stoffvielfalt in der höfischen Epik ist groß und rangiert von antiken Mythen über Ereignisse aus der deutschen Geschichte bis zu keltischen Legenden wie etwa der Sagenkreis um König Artus, häufig nach altfranzösischen Vorlagen. Eines der ersten Beispiele der höfischen Epik dürfte der Alexanderroman (um 1150/60) des Pfaffen Lambrecht sein; dieser bediente sich für seinen höfischen Roman des Vorbilds Roman d’Alexandre von Albéric de Pisançon. Konrad der Pfaffe schrieb um 1170 das Rolandslied, wobei er Ereignisse aus dem Spanienfeldzug Karls den Großen verarbeitete, auch nach altfranzösischem Vorbild, dem Chanson de Roland. Im Zentrum der Tristanromane stand dagegen ein anderes höfisches Thema, die Liebe, hier speziell die tragisch endende leidenschaftliche Liebe zwischen Tristan und Isolde. Der älteste belegte deutsche Tristanroman, der Tristant von Eilhart von Oberg, dürfte wohl auch wieder auf eine nicht mehr erhaltene französische Vorlage zurückgehen.
Mit der zweiten Generation der Epiker, darunter Heinrichs von Veldeke mit seinem Eneasroman (1170–1190) und Hartmann von Aue mit Erec (um 1180/85) und Iwein (um 1190/1200) erreichte die mittelhochdeutsche Literatur ein hohes erzählerisches Niveau. Formal lehnte sich z. B. Hartmann zwar an die französische Literatur des 12. Jahrhunderts wie z. B. den altfranzösischen Perceval des Chrétien de Troyes an, aber neu waren der Einsatz einer eleganten deutschen Sprache und die Einführung eines zum Teil ironisch distanzierten Erzählers. Mit seinen höfischen Epen begründete Hartmann die Gattung des Artusromans.
Den Höhepunkt der Epoche bilden mit ihren Werken die Dichter Wolfram von Eschenbach, besonders mit seinen Werken Parzival und Titurel, sowie Gottfried von Straßburg mit Tristan. Der Wigalois des Wirnt von Grafenberg (um 1210/20) führte die Tradition des Artusromans fort. Um 1240 schuf Rudolf von Ems den Versroman Willehalm von Orlens und um 1260–75 wird der Jüngere Titurel Albrechts angesetzt.

## Heldenepik
Eine andere Form der Epik findet sich in der strophisch gestalteten Heldenepik, deren Stoffe auf ältere, mündlich überlieferte Heldenlieder und Sagen zurückgehen und im 13. Jahrhundert erstmals schriftlich festgehalten wurden. Ein frühes Beispiel solcher Heldenepik ist das mittelhochdeutsche Nibelungenlied (niedergeschrieben um 1200). Die Verschriftlichung mündlich tradierter Stoffe der Heldenlieder ging im 13. Jahrhundert weiter, so z. B. mit der Kudrun (um 1240) und den etwas jüngeren Epen um Dietrich von Bern (um 1300).

## Lyrik
Die Liebeslyrik des hohen Mittelalters, soweit schriftlich überliefert, war der Minnesang; zahllose adlige und nichtadlige Dichter drückten in kunstvollen, streng ritualisierten Formen die Verehrung adliger Damen aus. Vertreter des frühen Minnesangs ab etwa 1150 waren der Kürenberger und Dietmar von Aist. Walther von der Vogelweide und Reinmar der Alte gelten als die bedeutendsten Vertreter der hohen Minne um 1200.
Mit Walther von der Vogelweide setzt jedoch dann schon eine Gegenbewegung zur hohen Minne ein; das extreme Konzept der hohen Minne der einseitigen, keuschen Liebe des höfischen Verehrers zu einer unerreichbaren Frau wird aufgebrochen zugunsten von ausgeglicheneren Beziehungen. Schon bei Walther lässt sich diese Tendenz beobachten. Weitere Vertreter des Minnesangs, wie Heinrich von Morungen, Neidhart, spielen ebenfalls mit der Tradition oder setzen andere Formen und Themen um (Tagelieder, Kreuzzüge).
Walther von der Vogelweide kann außerdem als bedeutender Vertreter der Sangspruchdichtung gelten, die schon vor ihm ihren Anfang nahm. Walther nahm in seinen Sangsprüchen zu tagespolitischen Ereignissen der Reichsgeschichte wie zu moralischen Problemen Stellung und wurde so zum Vorbild und Anreger zahlreicher Spruchdichter nach ihm. Er kann damit – aus heutiger Sicht – als erster politischer Dichter gesehen werden, auch wenn er nicht mit späteren politischen Dichtern wie etwa Heinrich Heine oder Bertolt Brecht vergleichbar ist, denn Walther war mit seiner Dichtkunst auf die Gunst fürstlicher Mäzene angewiesen.